# Francesco Saverio de Zelada
Francesco Saverio kardinal de Zelada, italijanski rimskokatoliški duhovnik, škof in kardinal, * 27. avgust 1717, Rim, † 19. december 1801.

## Življenjepis
23. oktobra 1740 je prejel duhovniško posvečenje.
23. decembra 1766 je bil imenovan za naslovnega nadškofa Petre v Palestini; 28. decembra istega leta je prejel škofovsko posvečenje.
26. aprila 1773 je bil povzdignjen v kardinala.